# Ángel Núñez Castillo
Ángel Thomas Núñez Castillo (Washington Heights, 9 ottobre 1991) è un cestista statunitense con cittadinanza dominicana.

## Carriera
Con la Rep. Dominicana ha disputato i Campionati americani del 2017.

## Palmarès
- Supercoppa polacca: 1

Śląsk Breslavia: 2024